# دودمان مزیدی
دودمان مزیدی یک دودمان ایرانی عرب‌تبار بود که در اواخر قرن هشتم میلادی بر منطقه شروان چیره شد و تا قرن سیزدهم بر آن حکومت کرد. این خاندان نام خود را از مزید الشیبانی گرفته‌است.